# Prestonia calycina
Prestonia calycina är en oleanderväxtart som beskrevs av Müll. Arg.. Prestonia calycina ingår i släktet Prestonia och familjen oleanderväxter. Inga underarter finns listade i Catalogue of Life.